# Комаров, Виссарион Виссарионович
Виссарио́н Виссарио́нович Комаро́в (14 октября 1838 — 22 декабря 1907) — русский журналист и общественный деятель из рода Комаровых. Участник русско-турецкой войны 1877—1878 гг., полковник русской и генерал сербской армий. Дядя и крёстный отец академика В. Л. Комарова.

## Биография
Виссарион Комаров родился 14 октября 1838 года. Воспитывался во 2-м кадетском корпусе, по окончании которого в 1857 году был произведён в офицеры и назначен на службу в Самогитский гренадерский полк. В 1861 году окончил Императорскую военную академию и по переводе в Генеральный штаб был назначен состоять при военно-учебном отделении штаба военно-учебных заведений. В 1863—1864 годах Комаров последовательно состоял для особых поручений при Виленских генерал-губернаторах M. H. Муравьеве и К. П. Кауфмане. В 1865 году на Комарова было возложено по Высочайшему повелению составление сборника сведений о Польском мятеже 1863 г., для чего он объехал весь западный край. В 1867 году Комаров был назначен состоять для особых поручений при штабе Московского военного округа, а в 1870 году — начальником штаба 37-й пехотной дивизии.
Всё это время Комаров принимал самое деятельное участие в современной ему периодической печати, регулярно публикуясь на страницах «Русского инвалида», «Военного сборника», «Голоса» и «Московских ведомостей». В 1871 году Комаров решил всецело отдаться публицистической деятельности и вышел в отставку в чине полковника. Вместе с М. Г. Черняевым и Р. А. Фадеевым он основал в Санкт-Петербурге газету «Русский мир», в которой было уделено много места военным вопросам, причём газета эта стала в явную оппозицию военным реформам Д. А. Милютина. Особенно бурную деятельность «Русский мир» развил после отставки Милютина в 1881 году, издав даже отдельным изданием свою записку «Современное состояние и нужды нашей армии». Но когда новый император Александр III ясно дал понять, что тотальной отмены милютинских реформ не будет, обличительный тон «Русского мира» немедленно смягчился. 
Славянское движение на Балканах в 1875 году захватило Комарова: он отправился в Сербию, вступил в ряды сербской армии, с началом военных действий её против Турции в 1876 году занял место начальника штаба сербской Тимоко-Моравской армии. За победу над турками под Шуматовицами Комаров получил чин генерала сербской армии, которую оставил лишь за 7 дней до Джунисского боя, приняв участие в 23 боях этой кампании. Однако многие современники критиковали его деятельность в Сербии, обвиняя в безинициативности и в безволии. Во время русско-турецкой войны 1877—1878 гг. Комаров состоял при русской армии на Дунае, находился при Плевны и в походе за Балканы.
Вернувшись в Россию, Комаров принял на себя редактирование «Санкт-Петербургских ведомостей» (в 1877—1883 годах). При нём, по словам журналиста В. О. Михневича, газета «не имела ни таланта, ни своей мысли, ни физиономии, ни содержания, ни читателей» и была прозвана «старушечьими ведомостями». Одновременно, с 1 января 1882 года, Комаров стал издавать свою недорогую ежедневную народную газету «Свет», которую и вёл до конца жизни. Эта газета, в отличие от предыдущей, имела большой успех: Комаров быстро довёл тираж до 100 000 экземпляров, привлёк к работе в газете многих известных литераторов своего времени. В 1886—1891 годах Виссарион Виссарионович издавал журнал «Звезда», а в 1889—1891 годах — «Славянские известия», в 1902—1906 годах он был также издателем журнала «Русский вестник». В то же время Комаров нёс разнообразные обязанности общественного деятеля по городскому и земскому самоуправлению, а в 1901 году стал одним из учредителей первого русского политического клуба «Русское собрание».
Виссарион Виссарионович Комаров умер 22 декабря 1907 года. Как патриот, убежденный монархист, Комаров много послужил делу объединения славян, упрочению связи их с Россией и пользовался широкой популярностью как в России, так и в заграничном славянском мире. Соответственно, резкой критике с его стороны подвергалась политика Германии и Австро-Венгрии. Большинство российских либералов того времени Комаров сильно раздражал.
У Комарова было шесть братьев: Владимир (1829—1854, офицер, убит в Инкерманском сражении), Александр (1830—1904), Дмитрий (1831—1881), Константин (1832—1912), Виктор (1839—1898, генерал-лейтенант), Леонтий (1841—1871, участник Среднеазиатских походов). Был женат на дочери известного писателя Г. П. Данилевского, имел 5 сыновей и 4 дочерей.